# Huzija II.
Huzija II. je bil kralj Hetitov, ki je vladal v poznem  15. stoletju pr. n. št. Huzijo II. je ubil njegov naslednik Muvatali I. in sam prevzel oblast v kraljestvu. Muvatali je bil morda gal mesedi – poveljnik kraljeve osebne straže.
Huziijeva žena je bila kraljica Šummiri.

## Sklica
1. ↑  Richard Henry Beal. The organisation of the Hittite military.
2. ↑  Trevor Bryce. The Kingdom of the Hittites.

| Huzija II.              |                                                                  |                        |
| Vladarski nazivi        |                                                                  |                        |
| Predhodnik: Zidanta II. | Kralj Hetitov (Srednje kraljestvo) pozno 15. stoletje pr. n. št. | Naslednik: Muvatali I. |